# Seznam francoskih slikarjev
Seznam francoskih slikarjev.

## A
- Gabrielle Achenbach
- Louis Adan
- Gilles Aillaud
- Jean Alaux
- Edmond Aman-Jean
- Paul Ambille
- Ouanes Amor (tunizijsko-francoski)
- Louis Anquetin
- Arman
- André-Pierre Arnal
- François Arnal
- Jean Arp
- Bernard Aubertin
- Émile Aubry
- Jean-Baptiste Jacques Augustin
- Marie-Berthe Aurenche
- Jacques Aved
- Édouard-Henri Avril (ps. Paul Avril)

## B
- Jean-Jacques Bachelier
- Auguste Baillayre (fr.-gruz.-rus.-moldavsko-romun.)
- Léon Bakst (belorusko-francoski)
- Balthus (Balthasar Klossowski de Rola)
- Jacques-Luc Barbier-Walbonne
- Jean Bardin
- Ambroise-Marguerite Bardin
- Félix-Joseph Barrias
- Marcel(-André) Baschet
- Marie Bashkirtseff (ukrajinsko-francoska)
- Jules Bastien-Lepage
- Marie Adelaide Baubry-Vaillant
- André Bauchant
- Paul-Jacques-Aimé Baudry
- Paul Baudoüin
- Jean René Bazaine (1904-2001)
- Frédéric Bazille
- Amélie Beaury-Saurel
- Hélène de Beauvoir
- Cecilia Beaux (ameriško-franc.-angl.?)
- Hans Bellmer (nemško-francoski)
- Jean-Hilaire Belloc
- Jean-Joseph Benjamin-Constant
- Alexandre Benois (rusko-francoski)
- Marie-Guillemine Benoist (r. de Laville-Leroux) (1768 – 1826)
- Jules Benoit-Lévy
- Jean-Achille Benouville
- François-Léon Benouville
- Christian Bérard
- Janine Béraud Arland
- Pierre-Nolasque Bergeret
- Émile Bernard (1868-1941)
- Étienne-Prosper Berne-Bellecour
- Jean-Simon Berthélemy
- Jean Bertholle
- Auguste-Henry Berthoud (francosko-švicarski)
- Jean-Victor Bertin
- Paul-Albert Besnard
- Roger Bezombes
- Pierre Bichet
- Alexandre Bida
- Jean-Joseph-Xavier Bidauld
- Jean-Pierre-Xavier Bidauld
- Christian Billet
- Louis-François Biloul
- Vincent Bioulès
- Édouard-Théophile Blanchard
- Jacques Blanchard/t
- Jacques-Émile Blanche
- Merry-Joseph Blondel
- Eugène Boch (belgijsko-francoski)
- Frank Myers Boggs (ameriško-francoski)
- Louis-Léopold Boilly
- Auguste Bonheur
- Rosa Bonheur (1822-1899)
- Pierre Bonnard
- Henri Bonnart
- Léon Bonnat
- Edmé Bouchardon (1698–1762)
- Jean Bouchaud
- François Boucher (1703–1770)
- Joseph-Félix Bouchor
- Eugène Boudin
- Louis de Boughes-mont`es (1904-1979)
- William-Adolphe Bouguereau (1825-1905)
- Gustave Boulanger
- Christine Boumeester (nizozemsko-fr.)
- Sébastien Bourdon
- Jean Boussingault
- Claude-Marie? Bouton
- Joseph Boze
- Olga Boznanska (poljsko-francoska)
- Félix Bracquemond
- Marie Bracquemond
- Jacques Raymond Brascassat
- Georges Braque
- Yves Brayer
- Nicolas-Guy Brenet
- Jules Breton
- Paul Bril
- Gustave Brion
- Henry-Lionel Brioux
- Pierre Brissaud
- Pierre-Nicolas Brisset
- Élise Bruyère
- Bernard Buffet
- Félix Buhot
- Pierre Buraglio
- Simon Burgar (slov.-hrvaš.-francoski, 1939-74)
- Gaston Bussière

## C
- Alexandre Cabanel
- Louis-Nicolas Cabat
- Gustave Caillebotte
- Georges Cain
- Antoine-François Callet
- Jacques Callot
- Adolphe-Félix Cals
- Charles Camoin
- Jean Campistron
- Louis Cane
- Jean-Baptiste Carpeaux
- Rosalba Carriera (1675 - 1757) (beneško-francoska)
- Eugène Carrière
- Pierre Carron
- Jean Carzou (armensko-francoski)
- Cassandre
- Louis-François Cassas (potoval po Sredozemlju in vzhodni jadranski obali)
- Mary Cassatt (1845-1926) (ameriško-francoska)
- Claudio Castelucho (katalonsko-francoski: Karnik Zouloumian)
- Paul Cézanne
- Paul Émile Chabas
- Marc Chagall (belorusko-francoski)
- Philippe de Champaigne
- Charles Joshua Chaplin
- Henri Chapu
- Jean-Baptiste-Siméon Chardin
- Nicolas-Toussaint Charlet
- Jean Charlot (fr.-ameriški)
- Albert Charpin
- Théodore Chassériau
- Roger Chastel
- Jules Chéret
- Georges Cheyssial
- (Jože Ciuha)
- Charles Othon Frédéric Jean-Baptiste de Clarac
- Auguste Clésinger
- François Clouet
- Charles-Alexandre Coëssin de la Fosse
- Chu Teh-Chun / Zhu Dequn
- Per Eberhard Cogell (švedsko-francoski)
- Léon Cogniet
- Alexandre-Marie Colin
- Héloïse Colin
- Raphaël Collin
- Jean-Antoine Constantin
- Nicolas-Jacques Conté
- Fernand Cormon
- Jean-Baptiste-Camille Corot
- Charles Cottet
- Othon Coubine
- Auguste Couder
- Jean-Michel Coulon
- Gustave Courbet
- Jacques Courtois
- Marie Courtois
- Thomas Couture
- Antoine Coypel
- Noël Coypel
- Louis-Philippe Crépin
- Pauline Croizette
- Henri-Edmond Cross

## D
- Dado (Miodrag Đurić 1933–2010) (črnogorsko-fr.)
- Jan Frans van Dael (flamsko-francoski)
- Pascal Dagnan-Bouveret
- Louis Jacques Mandé Daguerre
- Marjanca Dakskofler Savinšek (1919-2018) (slovensko-francoska)
- Pierre Emmanuel Damoye
- Alice Dannenberg (ruskega rodu)
- Édouard Joseph Dantan
- Henry Daras
- Charles-François Daubigny
- André Dauchez
- Honoré Daumier
- Jacques-Louis David
- François Debon
- Olivier Debré
- Alexandre-Gabriel Decamps
- Adolphe Déchenaud
- Johann Stephan Decker
- Alexandre Defaux
- Edgar Degas
- Eugène Delacroix
- Hippolyte Delaroche
- Paul Delaroche (Paul Hippolyte)
- Jules-Élie Delaunay
- Robert Delaunay
- Sonia Delaunay (r. Terk) (1885-1979) (rusko-fr.)
- Hugo Demarco
- Jacques Denier
- Maurice Denis
- Alexandre-Dominique Denuelle
- André Derain
- Jean-Baptiste-Henri Deshays/Deshayes
- Jean-Baptiste Descamps
- Louis-Marie Désiré-Lucas
- Jacques Despierre
- Louis Jean Desprez
- ... Desrivi`eres ?
- George Desvallières
- Édouard Detaille
- Marc Devade
- André Devambez
- Achille Devéria
- Anatole Devosge
- Jean Dewasne
- Émile Dezaunay
- Daniel Dezeuze
- Narcisse Virgilio Díaz (Narcisso Virgilio Diaz de la Peña)
- Noël Dolla
- Jean-Gabriel Domergue
- Kees van Dongen (nizozemsko-francoski)
- Gustave Doré
- Henri Lucien Doucet
- Gabriel François Doyen
- Louise-Adéone Drolling (1797–1834) ("Madame Joubert")
- Martin Drolling
- Michel Martin Drolling
- Paul Dubois
- Louis-Alexandre Dubourg
- Jean Dubuffet (1901-1985)
- Marcel Duchamp
- Suzanne Duchamp-Crotti
- Joseph Ducreux
- Clémentine-Hélène Dufau
- Georges Dufrénoy
- Raoul Dufy
- Gaspard Dughet
- Pierre Dulin
- François Dumont
- Jean Dupas
- Joseph Duplessis
- Jules Dupré (Julien Dupré)
- Carolus-Duran (Charles Auguste Émile Durand)
- Francisque Duret

## E
- Charles Eisen
- Ferdinand Elle (flamsko-francoski)
- Maurice Estève
- Antoine Étex
- Henri Evenepoel (belgijsko-francoski)

## F
- Henri Fantin-Latour
- Victoria Fantin-Latour (Dubourg)
- Alexandre Falguière
- Henri Le Fauconnier
- Jean Fautrier (1898-1964)
- Philippe Favier *1957
- Éloi Firmin Féron
- Gabriel Ferrier
- Georges de Feure
- Leonor Fini (argent.-franc.)
- François Flameng
- Jean-Hippolyte Flandrin
- Camille Flers
- Lucien Fontanarosa
- Jean-Louis Forain
- Charles Fouqueray
- Jean-Honoré Fragonard
- François-Louis Français
- Sophie Frémiet
- Émile Friant
- Othon Friesz (Émile-Othon Friesz)
- Nicolas Froment
- Eugène Fromentin

## G
- Marie-Élisabeth Gabiou (1755-1812)
- François Gall (romun.-franc.)
- Pierre-Victor Galland
- Antonio de La Gándara
- Philippe Garel
- Ambroise Louis Garneray
- Auguste Garneray
- Hippolyte Garneray
- Jean-François Garneray
- Étienne-Barthélémy Garnier
- Gérard Garouste
- Paul Gauguin
- François Gérard ("baron Gerard")
- Marguerite Gérard (1761-1837)
- Théodore Géricault
- Jean-Léon Gérôme
- Henri Gervex
- Alfred Giess
- Victor Gabriel Gilbert
- Françoise Gilot (1921-2023)
- Pierre Girieud
- Anne-Louis Girodet de Roussy-Trioson
- Albert Gleizes
- Charles Gleyre (Švicar po rodu)
- Édouard Goerg
- Henri Bernard Goetz
- Vincent van Gogh (nizozemsko-francoski)
- Hermann Mayer Salomon Goldschmidt
- Eva Gonzalès (1849-1883)
- Jean-Gabriel Goulinat
- Jean-Pierre Norblin de La Gourdaine
- Adrienne Marie Louise Grandpierre-Deverzy
- François Marius Granet
- Eugène Grasset (1845-1917) (švicarsko-franc. dekorater)
- Jean-Baptiste Greuze
- Juan Gris (špansko-francoski)
- Marcel Gromaire
- Antoine-Jean Gros ("Baron Gros")
- Jean-Baptiste Gros
- Henry de Groux (belg.-fr.)
- Jules-Alexandre Grün
- Charles Guérin
- Jean-Baptiste Guérin
- Pierre-Narcisse Guérin
- Adélaïde Labille-Guiard
- Gustave Achille Guillaumet
- Armand Guillaumin
- Guillaume Guillon-Lethière
- Philip Guston (1913-1980)

## H
- Simon Hantaï (1922-2008)
- Aleksei Hanzen (1876-1937) (rusko-francoski marinist)
- Henri Harpignies
- Hans Hartung (nemško-francoski)
- Willem van Hasselt
- Arnaud d'Hauterives
- Ernest Hébert
- François Joseph Heim
- Philippe-Auguste Hennequin
- Jean-Jacques Henner
- Bon-Thomas Henry
- Auguste Herbin
- Louis Hersent
- Auguste-Joseph Herlin
- Alexandre Hesse
- Edmond Heuzé
- Dora Hitz (1856-1924) (nem.-romun.-fr.)
- Jean-Pierre Houël
- Julien Hudson (New Orleans)
- Paul Huet
- Jean Hugo
- Ferdinand Humbert
- Robert Humblot

## I
- Jean-Dominique Ingres
- Jean-Robert Ipoustéguy (1920-2006)
- Frédéric Iriarte
- Eugène Isabey
- Jean-Baptiste Isabey

## J
- Charles Jacque
- Marguerite Jacquelin
- Gustave Louis Jaulmes
- Edgar Jené (avstr.-fr.)
- Pierre Jerome
- Alfred Johannot
- Pierre-Paul Jouve (1878-1973)
- Madame Joubert (Louise-Adéone Drolling)
- Joseph Nicolas Jouy
- (Pierre Louis) Rodolphe Julian
- Leo Junek (1899-1993) (hrvaško-francoski)

## K
- Vasilij Kandinski
- Jean-Jacques Karpff
- Joël Kermarrec
- Nadia Khodossiévitch-Léger (1. por. Grabowski) (rusko-francoska)
- Michel Kikoïne
- Moïses Kisling (jud./polj.-franc.)
- Yves Klein
- Baladine Klossowska (nem.-fr.) (Elisabeth Dorothea Spiro; mati Balthusa in Pierra Klosowskega)
- Erich Klossowski (polj.-fr.)
- Greta Knutson-Tzara (švedsko-fr.)
- Jeanne Kosnick-Kloss (1892 - 1966) (nem.-fr.)
- Pinchus Krémègne
- František Kupka (češko-francoski)

## L
- Adélaïde Labille-Guiard (1749 - 1803)
- Félix Labisse
- Georges Lacombe
- Pierre Lacour
- Roger de La Fresnaye
- Antonio de La Gandara
- Philippe de La Hire
- Maxime Lalanne
- Jacqueline Lamba
- Eugène Lami
- Nicolas Lancret
- Charles Paul Landon
- Françoise Landowski-Caillet
- Nadine Landowski
- Jérôme-Martin Langlois
- André Lanskoy (rusko-francoski)
- Pierre Laprade
- Nicolas de Largillière
- Armand Laroche
- Jacques Henri Lartigue
- Georges de La Tour
- Maurice Quentin de La Tour
- Alphonse Laurencic
- Marie Laurencin
- Henri Laurens
- Jean-Paul Laurens
- Jean-Pierre Laurens
- Jean-Pierre Laurens
- Ernest Laurent
- Marie-Guillemine de Laville-Leroux (-Benoist)(1768 – 1826)
- Gabriel-Hippolyte Lebas
- Jean-Jacques-François Le Barbier
- Charles Le Brun
- Jacques Le Chevallier (1896-1987)
- Sébastien Leclerc (1637–1714)
- Hippolyte Lecomte
- Horace Lecoq de Boisbaudran
- Henri Le Fauconnier
- Jules (Joseph) Lefebvre
- Robert Lefèvre
- Fernand Léger
- Louis Legrand
- Michel Legrand (1932-2019)
- Alphonse Legros (fr.-britanski)
- Henri Lehmann
- Alexandre-Louis Leloir
- Jean Le Moal
- François Lemoyne/Lemoine
- Marie-Victoire Lemoine (1754 - 1920)
- Tamara de Lempicka (poljsko-francosko-mehiška)
- Jules Eugène Lenepveu
- Marcel Lenoir
- Eugène Lepoittevin
- Jean Leppien (nemško-francoski)
- Xavier Leprince
- Georges Paul Leroux
- Louis Héctor Leroux
- Eugène Leroy
- Henri Le Sidaner
- Émile Lévy
- Lucien Lévy-Dhurmer
- Léon Augustin Lhermitte
- André Lhote
- Charles-Amédée-Philippe van Loo
- Charles-André van Loo
- Henriette Lorimier
- Bernard Lorju
- Claude Lorrain
- Séraphine Ludvik
- Évariste Vital Luminais
- Jean Lurçat
- Mariette Lydis

## M
- (Dora Maar /Henriette Theodora Markovitch)
- René Magritte (belgijsko-francoski)
- Diogène Maillart
- Aristide Maillol
- Tadeusz Makowski (poljsko-fr.)
- Jean Malouel
- Edouard Manet
- Adrien Manglard (1695-1760)
- Henri Manguin
- Man Ray (ameriško-francoski)
- Pavel Mansurov (Mansouroff) (rusko-francoski)
- Émile van Marcke
- Louis Marcoussis (poljsko-francoski)
- Simon Marmion
- Albert Marquet
- Claude René Martin
- Henri Martin
- André Masson (belg.-franc.)
- Georges Mathieu (1921-2012)
- Henri Matisse
- Edgar Maxence
- Constance Mayer
- Ernest Meissonier
- François-Guillaume Ménageot (1744–1816)
- (Émile-)René Ménard
- Hugues Merle
- Luc-Olivier Merson
- Charles Méryon
- Jean Metzinger
- Adam Frans den Meulen (flamsko-francoski)
- Victorine Meurent
- Charles Meynier
- Jules Michelin
- Nicolas Mignard
- Pierre Mignard
- Charles Milcendeau
- Yves Millecamps
- Jean-François Millet (flamsko-francoski)
- Abraham Mintchine (rus.-judovskega rodu)
- Jean Miotte (1926-2016)
- Joan Miró (Španec/Katalonec)
- Amedeo Modigliani (italijansko-francoski)
- Pierre Molinier
- Simon Mondzain (poljsko-judovsko-pariški)
- Claude Monet
- Pierre Eugène Montézin
- Adolphe Monticelli
- Louis-Maurice Boutet de Monvel
- Louis Monzies
- Adrien Moreau
- Gustave Moreau
- Berthe Morisot (1841-1895)
- Aimé Morot
- François Morellet
- Jules-Alexis Muenier
- Charles Louis Müller ("Müller de Paris")
- Zoran Mušič (slovensko-italijansko-francoski)
- Mela Muter (poljska Judinja)

## N
- Charles-Joseph Natoire
- Jean-Marc Nattier
- Charles Nègre
- Henri Nouveau

## O
- Dimitry Orlac (slov.-fr.)
- Alphonse Osbert
- Roland Oudot
- Jules Oury (Marcel-Lenoir)
- Jean-Baptiste Oudry
- Amédée Ozenfant

## P
- Theodor Pallady (Romun)
- Pascin (bolgarsko-francoski)
- Lucile Passavant
- Jean-Baptiste Pater
- Gen Paul
- Laurent Pêcheux (francosko-italijanski)
- Charles Olivier de Penne
- Paul Emmanuel Péraire
- Léon Bazille Perrault
- Antoine Pevsner (rusko-francoski)
- Jean Petitot
- Henri Félix Emmanuel Philippoteaux
- Francis Picabia
- Charles Picart Le Doux
- Jean Picart Le Doux
- Pablo Picasso (špansko-francoski)
- François-Édouard Picot
- Ludovic Piette-Montfoucault
- Jean-Baptiste Pillement
- Isidore Pils
- Jean-Pierre Pincemin (1944-2005)
- Robert Antoine Pinchon
- Camille Pissarro
- André Planson
- Théophile-François-Henri Poilpot
- Serge Poliakoff (rusko-francoski)
- Jules François Charles Ponceau
- Adèle-Clémence Porcher
- Jean-François Portaels
- Robert Poughéon
- Nicolas Poussin
- Jean-Louis Prieur
- René-Xavier Prinet
- Léon Printemps
- Pierre-Paul Prud'hon
- Victor Prouvé
- Pierre Puget
- Jean Pugny (rusko-francoski)
- Abel de Pujol
- Pierre Puvis de Chavannes

## Q
- Noël Quillerier
- Jean-Marie Queneau

## R
- Alexandre Rachmiel (franc.-amer.)
- Jean Rachmiel  (franc.-amer.)
- Jean-Françios Raffaelli
- Denis Auguste Marie Raffet
- Paul Adolphe Rajon
- Jean Ranc
- Paul-Élie Ranson
- Man Ray (ameriško-francoski)
- Martial Raysse
- Jacques Réattu
- Odilon Redon
- Pierre-Joseph Redouté
- Guillaume Régamey
- Jean-Baptiste Regnault
- Ary Renan
- Pierre-Auguste Renoir
- Madeleine Renoult-Gilot
- Grace Renzi (ameriško-francoska)
- Hyacinthe Rigaud
- Jean-Paul Riopelle (1923-2002)
- Hubert Robert
- Joseph-Nicolas Robert-Fleury
- Tony Robert-Fleury
- Georges Rochegrosse
- Georges Rohner
- Alfred Philippe Roll
- Félicien Rops (belg.-fr.)
- Camille Roqueplan
- Georges Rouault
- Guy de Rougemont
- Henri Rousseau
- Théodore Rousseau
- Ker-Xavier Roussel

## S
- Fernand Sabatté
- Niki de Saint Phalle
- Jules-Émile Saintin
- Gabriel de Saint-Aubin
- Jean-Pierre Saint-Ours
- Auguste Désiré Saint-Quentin
- Jacques Sarazin
- Alain Satié
- Patrick Saytour
- Ary Scheffer (nizozemsko-francoski)
- Henry Scheffer
- Jean-Victor Schnetz
- Louis-Frédéric Schützenberger (nemško-franc.)
- Alexandre Séon
- Séraphine (de Senlis)
- Dominique Serres (fr.-angl.)
- Paul Sérusier
- Michel Seuphor (1901-1999) (belgijsko-francoski)
- Georges Seurat
- Albert Siffait de Moncourt
- Paul Signac
- Émile Signol
- Lucien Joseph Simon
- Alfred Sisley
- Élisabeth Sonrel
- François Souchon
- Pierre Soulages (1919 - 2022)
- Chaïm Soutine (judovsko-/belo-/rusko-francoski)
- Jean Souverbie
- Gérard van Spaendonck
- Nicolas de Staël (1914 - 1955) (rusko-francoski)
- Louis Charles Auguste Steinheil
- Martha Stettler (švicarsko-francoska)
- Serge Sudeikin (rusko-fr.)
- Léopold Survage
- Joseph-Benoît Suvée
- Joseph-Noël Sylvestre

## T
- Pierre Tal-Coat
- Paul Tampier
- Yves Tanguy (francosko-ameriški)
- Jean-Charles Tardieu
- Victor Tardieu
- Jean-Joseph-François Tassaert
- Nicolas-Antoine Taunay
- Konstantin Tereškovič (rusko-francoski)
- Charles Thévenin
- Jean Tinguely (švic.-fr.)
- James Tissot (fr.-angl.)
- Roland Topor
- Auguste Toulmouche
- Henri de Toulouse-Lautrec
- Georges de La Tour
- Maurice Quentin de La Tour
- Jean François de Troy
- Toyen (češko-francoska)
- Constant Troyon

## U
- Nicolas Untersteller
- Maurice Utrillo (prv. Valadon)

## V
- Suzanne Valadon (mati M. Utrilla)
- Théodore Valerio
- Pierre Adolphe Valette
- Félix Vallotton (švicarsko-fr.)
- Georges Valmier
- Louis Valtat
- Victor Vasarely (madžarsko-francoski)
- Vladimir Veličković (srbski in francoski)
- Aimé Venel
- Carle Vernet
- Claude Joseph Vernet
- Horace Vernet
- Antoine Vestier
- Claude Viallat *1936
- Jehan Georges Vibert
- Eugène Vincent Vidal
- Gustave Vidal
- Vuk Vidor (née Veličković)
- Joseph-Marie Vien
- Élisabeth-Louise Vigée-Le Brun (Vigée-Lebrun)
- Claude Vignon
- Marie-Denise Villers (1774-1821)
- Jacques Villon
- François-André Vincent
- Louis Vivin
- Maurice Vlaminck
- Antoine Vollon
- Simon Vouet
- Édouard Vuillard

## W
- Ferdinand Wachsmuth
- Georges Wakhévitch
- Philippe Watteau
- Jean-Antoine Watteau

## Y
- Jean-Pierre Yvaral

## Z
- Jean-Marie Zacchi
- Wou-Ki Zao / Zao Wou-Ki /Zhào Wújí / Chao Wu-chi (kitajsko - francoski)
- Zhu Dequn /Chu Teh-Chun (kitajsko - francoski)
- Félix Ziem